# Ceol wessexi király
Ceol, más írásmóddal Ceola, Ceolric (angolszászul: CEOL CVÞING GEVVISSÆ CYNING), (570 k. – 597) wessexi és sussexi király 592-től haláláig.
Cutha fiaként, Cynric király unokájaként született. 592-ben nagybátyját, Ceawlin Wodnesbeorgnál (Wiltshire) legyőzte, s ezután öt évig uralkodott a királyságban. Halála után fivére, Ceolwulf követte a trónon.